# Esther Acebo
Esther Acebo (Madrid, 19 de enero de 1983) es una actriz, presentadora y reportera española, conocida por su trabajo en Non Stop People y sus interpretaciones en Los encantados (2016) y en la serie La casa de papel de Netflix  (Mónica Gaztambide, "Estocolmo" 2017-2021).

## Biografía
Esther estudió Ciencias de la Actividad Física y del Deporte en la Universidad de Castilla-La Mancha (2001-2005). Compaginaba sus estudios con las clases de interpretación. Su primera oportunidad llegó como presentadora del programa infantil Kosmi Club en Castilla-La Mancha. Tras esto, comenzó en Non Stop People, un canal de Movistar+, también como presentadora.
Continuó trabajando como actriz y debutó en la televisión nacional con Ángel o demonio (Telecinco). También dio el salto al cine con la película de Ricardo Dávila, Los encantados, que se estrenó a través de Internet. También ha participado en las obras de teatro Petra, El ojo de la aguja, Frankie & Johnny de Magüi Mira y en los cortometrajes En algún lugar de Rusia y Baraka de Néstor Ruiz Medina, el único cortometraje en español de 2016 que fue seleccionado para el Festival de Tribeca.
En 2017 estrenó La casa de papel en Antena 3, interpretó a Mónica Gaztambide, uno de los personajes principales. Tras la compra de la serie por parte de Netflix y el rotundo éxito de ésta a nivel global, renovó por varias temporadas más, en la que la actriz continuó siendo protagonista, uniéndose a la banda de atracadores con el sobrenombre de «Estocolmo».
En 2018 participó en el largometraje de Clara Martínez-Lázaro Hacerse mayor y otros problemas. En 2019 protagonizó la serie Antes de perder, junto a Mariam Hernández, emitida en la plataforma Playz, donde interpretó a Diana. En 2020 rodó el largometraje de terror Jaula, dirigido por Ignacio Tatay.

## Filmografía

### Cine
| Año  | Título                          | Personaje        | Director              |
| ---- | ------------------------------- | ---------------- | --------------------- |
| 2016 | Los encantados                  | Amnesia Carrasco | Ricardo Dávila        |
| 2018 | Hacerse mayor y otros problemas | Doctora Marín    | Clara Martínez-Lázaro |
| 2022 | Jaula                           | Claudia          | Ignacio Tatay         |
| 2023 | De perdidos a Río               | Thais            | Joaquín Mazón         |
| 2025 | Al Final Todo Va a Estar Bien   | Actriz           | Nestor Ruiz Medina    |

### Series de televisión
| Año         | Título                | Personaje                     | Cadena             | Notas                              |
| ----------- | --------------------- | ----------------------------- | ------------------ | ---------------------------------- |
| 2010        | Madrid DF             | Irene                         | Antena 3           | Elenco principal; 4 episodios      |
| 2011        | Ángel o demonio       | Chica                         | Telecinco          | Episodio: «La juventud eterna»     |
| 2017 - 2021 | La casa de papel      | Mónica Gaztambide «Estocolmo» | Antena 3 / Netflix | Elenco principal; 41 episodios     |
| 2019        | Antes de perder       | Diana                         | Playz              | Elenco principal; 7 episodios      |
| 2023        | Operación Marea Negra | Coira                         | Prime Video        | Elenco principal; 5 episodios (T2) |

### Programas de televisión
| Año         | Título             | Cadena                        | Notas                    |
| ----------- | ------------------ | ----------------------------- | ------------------------ |
| 2007 - 2011 | Kosmi Club         | Castilla-La Mancha Televisión | Presentadora             |
| 2008 - 2011 | Cabalgata de Reyes | Castilla-La Mancha Televisión | Reportera                |
| 2012 - 2013 | Cosmonews          | Cosmopolitan TV               | Presentadora             |
| 2015        | Al Natural         | Hispantv                      | Presentadora             |
| 2015 - 2018 | Non Stop People    | Movistar+                     | Presentadora / Reportera |

### Obras de teatro
| Año  | Título                            | Personaje | Director         | Notas            |
| ---- | --------------------------------- | --------- | ---------------- | ---------------- |
| 2014 | Petra                             | Petra     | Estefanía Cortés | Papel principal  |
| 2015 | Solo con tu amor no es suficiente | Edurne    | Iñigo Guardamino | Papel secundario |
| 2018 | El ojo de la aguja                | Julia     | Estefanía Cortés | Papel principal  |
| 2018 | Frankie & Johnny                  | Frankie   | Magüi Mira       | Papel principal  |

## Premios y nominaciones
| Año  | Premio                                    | Categoría               | Trabajo nominado | Resultado | Ref.   |
| ---- | ----------------------------------------- | ----------------------- | ---------------- | --------- | ------ |
| 2018 | Premios de la Unión de Actores y Actrices | Mejor actriz revelación | La casa de papel | Nominada  | [ 14 ] |